# Darren Purse
Darren John Purse (Stepney, 14 febbraio 1977) è un ex calciatore inglese, di ruolo difensore.

## Carriera
Ha giocato nel Regno Unito: Leyton Orient, Oxford United, Birmingham City, West Bromwich Albion, Cardiff City, Sheffield Wednesday.
Fra le sue esperienze ha un particolare rilievo quella con il Birmingham City, che lo acquistò per 700.000 sterline. Qui trascorse 6 stagioni di cui 4 in Football League Championship e 2 in FA Premier League raggiungendo come massimo obiettivo il decimo posto della FA Premier League 2003-2004.
Nell'estate 2004 si trasferì in un altro club di Premier League, il West Bromwich, che lo acquistò per 750.000 sterline.
Dopo questa breve esperienza, nel luglio 2005 si trasferì al Cardiff City, club di Football League Championship del quale divenne bandiera e capitano.
Il 10 maggio 2009, dopo un totale di 123 presenze e 10 gol, il Cardiff City annunciò il trasferimento di Purse allo Sheffield Wednesday a partire dal 1º luglio 2009.